# Bize-Minervois
Bize-Minervois település Franciaországban, Aude megyében. Lakosainak száma 1292 fő (2022. január 1.). Bize-Minervois Argeliers, Ginestas, Mailhac, Sainte-Valière, Agel, Assignan, Cruzy, Montouliers, Saint-Jean-de-Minervois és Villespassans községekkel határos.

## Népesség
A település népessége az elmúlt években az alábbi módon változott:
| Lakosok száma | 1001 | 783  | 807  | 1042 | 1103 | 1116 | 1185 | 1225 | 1243 | 1292 |
|               | 1968 | 1982 | 1990 | 2006 | 2013 | 2015 | 2017 | 2019 | 2020 | 2022 |